# Мобуту, Боди Ладава
Боби Ладава Мобуту (фр. Bobi Ladawa Mobutu; род. 2 сентября 1945) — вторая жена и вдова Мобуту Сесе Секо, правившего Заиром с 1965 по 1997 год.

## Биография
Родилась в Дуле (западная часть Экваториальной провинции). Прежде чем начать свою педагогическую карьеру, училась в школе римско-католического монастыря в Киншасе.
В 1970-х Боби Ладава стала любовницей президента Заира Мобуту Сесе Секо. Она родила ему детей до того, как в 1977 году умерла первая жена Мобуту Мария-Антуанетта. Накануне визита Папы Римского Иоанна Павла II 1 мая 1980 года вышла замуж за Мобуту на церковных и гражданских церемониях. В то время Папа отклонил просьбу Мобуту возглавить церемонию.
У пары было три сына — Гьяла, Ндокула и Нзанга — и дочь Току.
Боби Ладава, к которой обычно обращались как «Гражданка Боби» или «Мама Боби», часто сопровождала своего мужа за границей. Она продвигала такие вопросы, как здоровье, образование и права женщин. Сообщается, что она была глубоко вовлечена в экстравагантную коррупцию, характерную для правления Мобуту. В 1996 году министр правительства, опасавшийся, что его вот-вот уволят в результате предстоящих перестановок в кабинете министров, прилетел во дворец Мобуту в Гбадолите, чтобы навестить президента и его семью, взяв с собой портфель с 1 миллионом долларов США в качестве подарка для Боби Ладавы. После перестановок его повысили до вице-премьера.
В мае 1997 года Мобуту был свергнут и изгнан из страны. Боби Ладава сопровождала Мобуту вплоть до его окончательного изгнания в Марокко и была у его постели, когда он умер от рака простаты в сентябре 1997 года. В настоящее время она остаётся в изгнании и, как сообщается, проводит своё время в Рабате, Фару, а также в Брюссельском столичном регионе и Париже.